# چی مرا به سوی تو می‌آورد
چی مرا به سوی تو می‌آورد (انگلیسی: What Brings Me to You) یک فیلم کمدی رمانتیک آمریکایی محصول سال ۲۰۲۴ به کارگردانی پیتر هاچینگز است. این اقتباسی از کیت بونین از رمانی به همین نام استیو آلموند و جولیانا باگوت است. در این فیلم، لوسی هیل و نات وولف به ایفای نقش پرداخته و در ۱۹ ژانویه ۲۰۲۴ در سینماها اکران شد.

## داستان
دو غریبه، عکاس ویل و جین روزنامه‌نگار، در عروسی دوست مشترک یکدیگر را ملاقات می‌کنند و از شرم‌آورترین برخوردهای جنسی، عشق‌های اولیه از دست رفته و دل‌شکستگی‌های قبلی به یکدیگر می‌گویند.

## تولید
فیلمبرداری در سپتامبر ۲۰۲۳ در نیوجرسی انجام شد.

## بازخوردها
در وب‌سایت جمع‌آوری نقد راتن تومیتوز از ۲۹ نقد منتقد، با میانگین امتیاز ۶ از ۱۰ مثبت است.